# Nate Brooks
Nathan Eugene Brooks, detto Nate (Cleveland, 4 agosto 1933 – 14 aprile 2020), è stato un pugile statunitense.

## Carriera
Da dilettante ha vinto la medaglia d'oro olimpica nel pugilato alle Olimpiadi 1952 svoltesi a Helsinki nella categoria dei pesi mosca, battendo in semifinale il sudafricano Willie Toweel e finale il tedesco Edgar Basel.
Passato al professionismo l'anno successivo, ha combattuto nei pesi gallo sino a conquistare il titolo nordamericano nel 1954. Alla prima difesa dovette cedere il titolo al messicano Raúl "Raton" Macías ai punti in dodici round. Ha combattuto fino al 1958.